# Phycopterus flavellus
Phycopterus flavellus är en fjärilsart som beskrevs av Blanchard 1852. Phycopterus flavellus ingår i släktet Phycopterus och familjen nattflyn. Inga underarter finns listade i Catalogue of Life.